# Manzurka
La Manzurka (in russo Манзурка?) è un fiume della Russia siberiana orientale,  affluente di sinistra della Lena. Scorre nella Siberia meridionale, nei rajon (distretti) Kačugskij, Bajandaevskij e Ol'chonskij dell'Oblast' di Irkutsk.

## Descrizione
Nel suo alto corso il fiume ha il nome di Ungura (Унгура); dalla sorgente scorre verso ovest tra basse montagne fino alla confluenza con il fiume Ada (Ада), quindi gira verso nord in un'ampia pianura in parte paludosa. Alla confluenza con il Kujtun, a 105 km dalla foce, prende il nome di Manzurka mantenendo la direzione nord; sfocia nella Lena a est del villaggio di Bosogol.
La lunghezza del fiume è di 214 km, l'area del suo bacino è di 5 280 km².